# 13 cosas que no tienen sentido
13 cosas que no tienen sentido (13 Things That Don't Make Sense) es un libro de no ficción de 2009 del escritor Michael Brooks, que llegó a ser un best seller en 2010.

## Resumen
El libro, que está basado en un artículo que Brooks escribió para la revista New Scientist en 2005, es la presentación y explicación para el público en general de 13 problemas o enigmas que no han sido resueltos por la ciencia, aunque algunos de ellos han estado presentes desde el comienzo de la historia (p. ej. la muerte). Los temas tratados en el libro son:

### El universo faltante
Este capítulo trata sobre la astronomía, la física teórica y el destino último del Universo, en especial con los intentos para explicar la energía oscura y la materia oscura, las que juntas, según las estimaciones actuales, corresponden a más del 90% del universo. El capítulo incluye una discusión sobre el trabajo de los astrónomos Vesto Slipher y Edwin Hubble en demostrar la expansión del universo; la investigación de Vera Rubin sobre las curvas de rotación galácticas, que llevó a un resurgimiento de la teoría de la materia oscura; los intentos experimentales de observación del neutralino y otras partículas masivas débilmente interactivas; el estudio de las supernovas en el Lawrence Berkeley National Laboratory y la Universidad de Harvard (bajo la supervisión de Robert Kirshner) que sugerían la existencia de una aceleración de la expansión del Universo, alimentada por una energía oscura, posiblemente la energía del vacío; y finalmente la hipótesis de que la hipótesis de una dinámica newtoniana modificada puede rechazar la teoría de la materia oscura.

### Anomalía de las Pioneer
Aquí se discute las desviaciones observadas en las sondas Pioneer, específicamente en las Pioneer 10 y Pioneer 11, que parecen mantener una desviación en sus rutas teóricas, con una aceleración hacia el Sol. La especulación es sobre si esta discrepancia puede ser explicada por alguna falla aún no descubierta en el sistema de propulsión de las sondas, o si éstas demuestran una falla en nuestro conocimiento actual sobre las leyes de la física. Se analiza el trabajo exhaustivo del físico ruso Slava Turyshev, quién analiza la información de las misiones hace décadas.

### Constantes variables
Este capítulo discute la exactitud de algunas constantes físicas, que son valores tomados por la física como fijos en sus valores, y que, de acuerdo a algunas hipótesis, pueden ser variables con el tiempo y el espacio.

### Fusión fría
Se revisan los intentos de obtener energía de una reacción de fusión a temperatura ambiente, lo que se conoce comúnmente como fusión fría.

### La vida
Se describen los intentos de definir la vida, además de algunos intentos de crear vida artificial. Se incluye un el análisis del experimento de Miller y Urey, realizado en la Universidad de Chicago en 1953, que intentaba generar vida a partir de una mezcla de químicos usando descargas eléctricas; el trabajo de Steen Rasmussen en el Los Álamos National Laboratory para implantar "ADN" primitivo, ácido peptidonucleico en moléculas de jabón.

### Programa Viking
En este capítulo se hace una discusión de los experimentos realizados por el ingeniero Gilbert Levin en la búsqueda de vida en Marte en la década de 1970 como parte del programa Viking. El experimento de Levin pareció mostrar de manera concluyente que existe vida en Marte, pero a medida que sus resultados no fueron apoyados por los otros tres experimentos biológicos de Viking, se pusieron en duda y, finalmente, no fueron aceptados por la NASA, que en su lugar hipotetizó que los gases que se observó que eran generados pueden no haber sido un producto del metabolismo, sino de una reacción química de peróxido de hidrógeno. Brooks entra en detalles sobre algunos otros experimentos de Levin y también describe cómo las misiones posteriores de la NASA a Marte se han centrado en la geología y el clima del planeta en lugar de buscar vida en el planeta.

### Señal WOW
Brooks discute si la señal Wow! detectada por el astrónomo Jerry R. Ehman en el radiotelescopio de la Universidad Estatal de Ohio en 1977 fue una indicación genuina de vida inteligente extraterrestre. Brooks discute el abandono del Programa de Observación de Microondas de la NASA luego que la financiación del gobierno fue detenida por los esfuerzos del senador de Nevada Richard Bryan. No hay financiación pública de observaciones similares en la actualidad, mientras que el Instituto SETI, que continúa el trabajo de la NASA, es financiado por donaciones privadas, así como una serie de otras iniciativas.

### Un Virus Gigante
Brooks describe el enorme y altamente resistente Mimivirus encontrado en Bradford, Inglaterra en 1992, y si esto desafía la visión tradicional de que los virus son productos químicos inanimados en lugar de seres vivos. Mimivirus no sólo es mucho más grande que la mayoría de los virus, sino también tiene una estructura genética mucho más compleja. El descubrimiento de Mimivirus ha dado importancia a las teorías del microbiólogo Felipe Campana y otros que la infección viral era de hecho la razón de la aparición de formas de vida primitivas de las estructuras celulares complejas basadas en un núcleo celular. (Ver eucariogénesis viral).

### La Muerte
A partir del ejemplo de la tortuga Blandingii y ciertas especies de peces, anfibios y reptiles que no envejecen a medida que crecen, Brooks discute las teorías y la investigación sobre la evolución del envejecimiento. Estos incluyen los estudios de Peter Medawar y George C. Williams en los años 1950 y Thomas Johnson, David Friedman y Cynthia Kenyon en la década de 1980, alegando que el envejecimiento es un proceso genético que ha evolucionado como genes seleccionados del organismo que ayudan a crecer y reproducirse más que aquellos que les ayudan a prosperar en la vida posterior. Brooks también habla de Leonard Hayflick, así como otros, que han observado que las células en cultivo en cierto momento dejarán de reproducirse y morirán porque con el tiempo su ADN se corrompe por la división continua, un proceso mecánico a nivel celular en lugar de ser parte del código genético de un ser vivo.

### El sexo
Este capítulo es una discusión de las teorías de la evolución de la reproducción sexual. La explicación de sentido común es que, aunque la reproducción asexual es mucho más fácil y más eficiente para un organismo es menos común que la reproducción sexual, ya que tener dos padres permite que las especies se adapten y evolucionen con más facilidad para sobrevivir en entornos cambiantes. Brooks discute los esfuerzos para demostrar esto mediante experimentos de laboratorio y discute teorías alternativas, incluyendo la obra de Joan Roughgarden de la Universidad de Stanford, que propone que la reproducción sexual, en lugar de ser impulsada por la selección sexual de Charles Darwin en los individuos, es un mecanismo para la supervivencia de agrupaciones sociales, de la que la mayoría de las especies superiores dependen para su supervivencia.

### Libre albedrío
Aquí discute las investigaciones experimentales en la neurociencia del libre albedrío de Benjamin Libet, de la Universidad de California en San Francisco y otros, que muestran que el cerebro parece comprometerse con ciertas decisiones antes de que la persona se de cuenta de haberlas tomado y discute las implicaciones de estas conclusiones sobre nuestra concepción del libre albedrío.

### El efecto placebo
Esta es una discusión sobre el papel del placebo en la medicina moderna, con ejemplos tales como diazepam, que, afirma Brooks, en algunas situaciones parece funcionar sólo si el paciente sabe que lo está tomando. Brooks describe la investigación sobre el comportamiento de prescripción que parece mostrar que el uso de placebos es común. Describe el papel de Asbjørn Hrobjartsson y Peter C. Gøtzsche en el New England Journal of Medicine que desafían el uso de placebos en su totalidad, y el trabajo de los demás hacia una comprensión del mecanismo de sus efectos.

### Homeopatía
Brooks discute el trabajo de la investigadora Madeleine Ennis que implica una solución homeopática que contenía histamina pero se diluyó hasta el punto que esta desapareció. Brooks conjetura que los resultados podrían explicarse por alguna propiedad hasta ahora desconocida de agua y apoya la investigación de anomalías documentadas a pesar de que es crítico de la práctica de la homeopatía en general, al igual que muchos de los científicos que cita, como Martin Chaplin, de la Universidad de South Bank.